# Somerset (Nova Jérsei)
Somerset é uma Região censo-designada localizada no estado americano de Nova Jérsei, no Condado de Somerset.

## Demografia
Segundo o censo americano de 2000, a sua população era de 23.040 habitantes.

## Geografia
De acordo com o United States Census Bureau tem uma área de
13,9 km², dos quais 13,8 km² cobertos por terra e 0,1 km² cobertos por água. Somerset localiza-se a aproximadamente 636 m acima do nível do mar.

## Localidades na vizinhança
O diagrama seguinte representa as localidades num raio de 8 km ao redor de Somerset.